# The Colony (Texas)
The Colony is een plaats (city) in de Amerikaanse staat Texas, en valt bestuurlijk gezien onder Denton County.

## Demografie
Bij de volkstelling in 2000 werd het aantal inwoners vastgesteld op 26.531.
In 2006 is het aantal inwoners door het United States Census Bureau geschat op 40.206, een stijging van 13675 (51.5%).

## Geografie
Volgens het United States Census Bureau beslaat de plaats een oppervlakte van
40,8 km², waarvan 35,4 km² land en 5,4 km² water.

## Plaatsen in de nabije omgeving
De onderstaande figuur toont nabijgelegen plaatsen in een straal van 12 km rond The Colony.